# علاج بصري
العلاج البصري هو مروحة من العلاجات القائمة على تمارين العين. تهدف العلاجات البصرية إلى علاج اضطراب التقارب (وهو علاج مدعوم بالأدلة العلمية) إضافة إلى مجموعة من الصعوبات العصبية والتعليمية والمكانية (هذه الاستخدامات غير مدعومة بالأدلة).
يمكن للطبيب أن يصف العلاج البصري عندما يشير فحص العين الشامل إلى أنه خيار علاجي مناسب. يعتمد برنامج العلاج المحدد على نتائج الاختبارات القياسية والعلامات التي تظهر على المصاب والأعراض التي يعاني منها. تتضمن البرامج عادةً تمرينات للعين واستخدام العدسات والمواشير والمرشحات والأدوات المتخصصة والبرامج الحاسوبية. قد يستمر مسار العلاج من أسابيع إلى عدة سنوات، مع مراقبة متقطعة من قبل طبيب العيون.

## التعريف
العلاج البصري مفهوم واسع يشمل مجموعة واسعة من أنواع العلاج، ويشمل ذلك العلاجات التي تستهدف قصور التقارب، إذ يُطلق عليه غالبًا «علاج الحدة» أو «التقويم البصري»، ومجموعة متنوعة من الصعوبات العصبية والتعليمية والمكانية.

## فلسفات العلاج
يوجد عدد قليل من التصنيفات العريضة المختلفة لفلسفات العلاج البصري، والتي قُسّمت تقليديًا بين مصححي البصر وأطباء العيون وممارسي الطب البديل:
- العلاج البصري، المعروف أيضًا باسم تقويم البصر (أو تقويم الحول)

يتعلق مجال تقويم البصر بتقييم وعلاج المرضى الذين يعانون من اضطرابات في الجهاز البصري مع التركيز على الرؤية الثنائية وحركات العين. يمارسه عادة مقوّمو البصر (اختصاصيو تقويم البصر) ومصححو البصر واختصاصيو البصريات السلوكية وأطباء عيون الأطفال وأطباء العيون، هذا ويعالج تقويم البصر التقليدي مشاكل إجهاد العين والصداع الناجم عن الرؤية والحول، وازدواجية الرؤية (الشقع) والمهارات البصرية المطلوبة للقراءة.
- العلاج البصري السلوكي، أو العلاج البصري المتكامل[4]

- العلاج البصري البديل: هناك عدد من الأساليب الأخرى التي لم تُدرّس في الطب التقليدي، على الرغم من أن بعض المرضى يشعرون أنها تعطيهم نتيجة. عادة ما تتعرض هذه الأساليب للانتقاد من قبل المجلات والدوريات المتخصصة بطب العيون. تمارس هذه العلاجات البديلة عادة من قبل معالجين غير مرخصين، وتوفرها أقلية من مصححي البصر في بعض الأحيان.

### العلاج البصري أو تقويم البصر
يركز تقويم البصر على التشخيص والإدارة غير الجراحية للحول وكسل العين (الغمش) واضطرابات حركة العين. مقومو البصر هم من المهنيين المدربين المتخصصين في العلاج البصري. من خلال التدريب، قد يشارك مقومو البصر في بعض البلدان بمراقبة بعض أشكال أمراض العين مثل الزرق (الغلوكوما) وفحص إعتام عدسة العين (الساد أو الكاتاراكت) واعتلال الشبكية السكري.

### العلاج البصري السلوكي
يهدف العلاج البصري السلوكي إلى معالجة مشكلات مثل صعوبات الانتباه البصري والتركيز البصري، والتي يصنفها علماء البصريات السلوكية بأنها نقاط ضعف في معالجة المعلومات المرئية. تتجسد هذه المشاكل بعدم القدرة على الحفاظ على التركيز أو تحويل التركيز من مكان لآخر. يؤكد بعض ممارسي هذا العلاج أن التتبع السيئ للعين قد يؤثر على مهارات القراءة، ويقترحون أن التدريب على الرؤية قد يحسن بعض المهارات البصرية المفيدة للقراءة.
يُمارس مصححو البصر المتخصصون العلاج البصري السلوكي. تاريخيًا، كان هناك اختلاف في الفلسفة بين البصريات والطب في ما يتعلق بفعالية وأهمية العلاج البصري: خلصت المنظمات والهيئات الكبرى، بما في ذلك الجمعية الدولية لجراحة العيون والأكاديمية الأمريكية لطب العيون، إلى عدم وجود تحسينات هامة سريريًا في الرؤية مع العلاج البصري السلوكي، وبالتالي لا توصي بممارسته. مع ذلك، فإن المنظمات الرئيسية للبصريات، بما في ذلك الجمعية الأمريكية للبصريات والأكاديمية الأمريكية للبصريات وكلية البصريات في تطوير البصر وبرنامج الامتداد البصري، تدعم التأكيد أن العلاج البصري يعالج المشاكل البصرية الأساسية التي يُعتقد أنها تؤثر على إمكانات التعلم. تحرص هذه المنظمات البصرية على التأكيد أن العلاج البصري لا يعالج اضطرابات التعلم بشكل مباشر. يهدف العلاج البصري إلى صقل المهارات الحركية المرئية الإجمالية والمهارات الحركية البصرية والإدراك البصري والرؤية المحيطية إضافة إلى التباين وتصور الألوان.

### الفعالية
خلصت مراجعة حديثة (2005) إلى ما يلي: «تشير أدلة أقل قوة لكن قابلة للتصديق إلى أن التدريب البصري قد يكون مفيدًا في تطوير مهارات دقيقة وتحسين بقايا المجال البصري بعد الإصابة بضرر الدماغ. حتى الآن، لا يوجد أي دليل علمي واضح منشور في المراجعات التي تدعم استخدام تمارين العين، وبالتالي ما يزال استخدامها مثيرًا للجدل».
عام 2006، نشر اختصاصي الأعصاب الشهير أوليفر ساكس دراسة حالة عن امرأة استعادت رؤيتها التي فقدتها منذ 48 عامًا بعد خضوعها للعلاج البصري. نُشر المقال في مجلة ذا نيويوركر، التي تحرّت عن حقيقة الحالة لكن لم تُخضعها لمراجعة الأقران. قدّم المقال تفاصيل قليلةً جدًا عن العلاجات المستخدمة ولم يناقش سوى حالة واحدة فقط من حالات التعافي. ومع ذلك، فإن المرأة التي تحدّث عنها ساكس واسمها سوزان باري، أستاذة في علم الأعصاب بكلية ماونت هوليوكي، نشرت كتابًا بعنوان «إصلاح نظراتي». يناقش هذا الكتاب تواريخ حالات متعددة وتفاصيل إجراءات العلاج والعلوم التي تقوم عليها.
خلصت مراجعة منهجية للمنشورات المتعلقة بآثار العلاج البصري على عيوب المجال البصري، والتي نُشرت عام 2007، إلى أنه لم يكن واضحًا إلى أي مدى استفاد المرضى من العلاج باستعادة البصر لأنه «لم تنجح أي دراسة بتقديم إجابة مُرضية».
يتّخذ بعض مصححي البصر رأيًا مختلفًا قليلًا. عام 1999، أفاد بيان مشترك صادر عن الأكاديمية الأمريكية للبصريات والجمعية الأمريكية للبصريات وكلية فاحصي البصر في مؤسسة تطوير البصر وبرنامج الامتداد البصري بالتالي: «يمكن علاج العديد من الحالات البصرية بفعالية من خلال النظارات أو العدسات اللاصقة وحدها؛ لكن بعض الحالات يمكن علاجها بفاعلية أكبر إذا ما اقترن استعمال النظارات أو العدسات اللاصقة مع العلاج البصري».

### العلاج البصري البديل
تشمل علاجات الرؤية البديلة طرقًا يشعر بعض المرضى بأنها تساعدهم بشكل غير شخصي. يشكك الكثير من أخصائيي البصريات وأخصائيي العيون في فعالية هذه الأساليب والممارسات، على الرغم من أن البعض قد وجد أن لها أساسًا على الأقل في مبادئ مدروسة إلى حد ما.

## الجدال
يشكك العديد من الأطباء بفعالية «العلاج البصري» مؤكّدين أنه يفتقر إلى البيانات الداعمة وغالبًا ما تكون الدراسات عنه دراسات إنشائية سردية دون أي تفاصيل علمية. في عام 2009، أعلنت الأكاديمية الأمريكية لطب الأطفال والأكاديمية الأمريكية لطب العيون «الحرب» على فحوص العين الإنمائية، وفق ما كتبته جوديث وارنر بمقالة في نيويورك تايمز. حتى في مجال البصريات، لاحظت كلية البصريات في المملكة المتحدة «استمرار غياب أدلة علمية دامغة تدعم مقاربات الإدارة السلوكية» في تقرير كلية البصريات الثاني. تنتقد الأكاديمية الأمريكية لطب الأطفال أيضًا تصحيح البصر السلوكي. عام 2009، استعرضت نفس الأكاديمية 35 عامًا من المنشورات التي تدعم العلاج البصري وأصدرت بيانًا -بالاشتراك مع جمعيات طب العيون الأخرى- أدانت فيه العلاج وادعاءه القدرة على المساعدة في صعوبات التعلم، مؤكدة أن المشكلات البصرية ليست أساس صعوبات التعلم.

## التاريخ
استُخدمت أشكال مختلفة من العلاج البصري لعدة قرون. أدخل مفهوم العلاج البصري على العلاج غير الجراحي للحول أواخر القرن التاسع عشر. كان هذا الشكل المبكر والتقليدي للعلاج البصري أساس ما يعرف الآن باسم تقويم البصر.
في النصف الأول من القرن العشرين، قدم اختصاصيو تقويم البصر، الذين يعملون إلى جانب أطباء العيون، مجموعة متنوعة من تقنيات التدريب المصممة بشكل أساسي لتحسين الوظيفة الثنائية. في النصف الثاني من القرن العشرين، بدأ مصححو البصر والعاملون في المجال الطبي باستخدام العلاج البصري لعلاج الحالات التي تتراوح بين الرؤية غير المريحة وضعف القراءة والأداء الأكاديمي.
في بداية القرن الحادي والعشرين، أجرى مصححو البصر معظم العلاجات البصرية، في حين استمر  مقومو البصر وأطباء العيون باعتماد تقويم البصر التقليدي.